# 塚田稔
塚田 稔（つかだ みのる、1941年 - ）は、日本の脳科学者、画家。工学博士、医学博士。
脳科学に情報理論いち早く取り入れた先駆者の一人。また時空間学習則の提唱者でもある。

## 略歴
長野県生まれ。1971年、東北大学大学院工学研究科博士課程修了。東北大学工学部助手、玉川大学工学部助教授、同大学工学部教授、同大学脳科学研究所教授を経て、玉川大学脳科学研究所客員教授、玉川大学名誉教授。
専門は生体情報工学、記憶と学習の計算モデルと実験、脳のダイナミック情報表現。
日本神経回路学会論文賞、神経情報処理国際会議功績賞、電子情報通信学会フェロー称号を授与される。
絵画では日本画府洋画部専務理事、審査員を務めている。

## 受賞
- 2007年APNNA 優秀功績賞
- 2007年The Excellent Service Award, APNNA
- 2005年The Fellow of IEICE Japan
- 2005年電子情報通信学会フェロー称号授与
- 2000年功績賞(神経情報処理国際会議ーICNONIP)
- 2000年The Best Achievement Award of ICNONIP
- 1997年日本神経回路学会論文賞
- 1997年The Best Paper Award of JNNS
- 1992年著述賞(ファジィ学会)あいまいとファジィ(共著)
- 1992年The Best Author Award of SOFT
- 1970年Mainichi Best Research Encouragement Award
- 1970年毎日学術奨励賞

## 著書
- 『芸術脳の科学』(ブルーバックス) 講談社 2015
- 『脳の創造とARTとAI』  OROCO PLANNING 2020

### 共著
- 『脳の情報表現―ニューロン・ネットワーク・数理モデル』 銅谷賢治、藤井宏、伊藤浩之共著 朝倉書店 2002

### 翻訳
- PhilipD. Wasserman『ニューラル・コンピューティング―理論と実際』石井直宏共訳 1993